# Zincke-Suhlova reakcija
Zincke–Suhlova reakcija je poseben primer Friedel-Craftsove alkilacije, ki sta ga prva opisala nemška kemika Theodor Zincke in  R. Suhl leta 1906.
Klasičen primer Zincke-Suhlove reakcije je pretvorba p-krezola v cikloheksadienon, ki poteka v tetraklorometanu kot topilu v prisotnosti aluminijevega(III) klorida kot katalizatorja. Reakcijo je v 1950. letih temeljito preučeval ameriški kemik Melvin Spencer Newman, ki je preučil mehanizme reakcije in uvedel več izboljšav.
Reakcijski produkt je izhodna surovina za dienolsko benzensko premestitev.